# Thesium fulvum
Thesium fulvum är en sandelträdsväxtart som beskrevs av Arthur William Hill. Thesium fulvum ingår i släktet spindelörter, och familjen sandelträdsväxter. Inga underarter finns listade i Catalogue of Life.